# Frank Neubarth
Frank Neubarth est un footballeur allemand né le 26 juillet 1962 à Hambourg. Aujourd'hui retraité, il a évolué au poste d'attaquant.

## Biographie
Frank Neubarth reçoit une sélection en équipe d'Allemagne, le 2 avril 1988, lors d'un match amical face à l'Argentine.
Il remporte la Coupe des Vainqueurs de Coupes en 1992 avec le Werder.

## Carrière

### Joueur
- 1982-1996 : Werder Brême  Allemagne

### Entraîneur
- 2002-2003 : Schalke 04  Allemagne
- 2004-2007 : Holstein Kiel  Allemagne
- 2007 : Carl Zeiss Jena  Allemagne

## Palmarès
- Vainqueur de la Coupe des Vainqueurs de Coupes en 1992 avec le Werder Brême
- Finaliste de la Supercoupe de l'UEFA en 1992 avec le Werder Brême
- Champion d'Allemagne en 1988 et 1993 avec le Werder Brême
- Vice-Champion d'Allemagne en 1983, 1985, 1986 et 1995 avec le Werder Brême
- Vainqueur de la Coupe d'Allemagne en 1991 et 1994 avec le Werder Brême
- Finaliste de la Coupe d'Allemagne en 1989 et 1990 avec le Werder Brême
- Vainqueur de la Supercoupe d'Allemagne en 1988, 1993 et 1994 avec le Werder Brême
- Finaliste de la Supercoupe d'Allemagne de football en 1991 avec le Werder Brême
- Vainqueur de la Coupe hivernale d'Allemagne en 1989 avec le Werder Brême
- Finaliste de la Coupe hivernale d'Allemagne en 1991 avec le Werder Brême
- Vainqueur de la Coupe Kirin en 1986 avec le Werder Brême